# جون الثالث من أمالفي
جون الثالث أو الرابع، دوق أمالفي لفترة وجيزة في 1073 كخليفة لوالده سرجيوس الثالث بعد وفاته في نوفمبر. كان جون رضيعًا عندما توفي والده، مما دفع بالأمالفيين الذين احتاجوا حاكمًا قويًا ليدافع عنهم للإطاحة به ونفيه. وبالتالي ونظرًا لعدم وجود حاكم بالغ، استسلمت أمالفي للنورمان بقيادة روبرت جيسكارد.